# Colegio San Agustín (Buenos Aires)
El Colegio San Agustín es un colegio privado, católico y mixto perteneciente a la Orden de San Agustín, fundado en 1907, ubicado en el barrio de Recoleta, en Buenos Aires, Argentina, que presenta tres niveles educativos: inicial, primario y secundario y que basa su ideario en el espíritu y estilo de educar agustino.

## Historia
En 1900 retornó a Argentina la Orden de San Agustín estableciéndose en Buenos Aires cuatro religiosos provenientes de la Provincia del Santísimo Nombre de Jesús de Filipinas.
Gracias a la donación que efectuó doña Mercedes Baudrix de Unzué, en memoria de su esposo don Mariano Unzué, el 12 de octubre de 1907 fue bendecida la piedra fundamental de la actual iglesia y colegio.

## Educación
Colegio San Agustín imparte enseñanza en tres niveles educativos: Inicial, primario y secundario.
Las jornadas y los horarios de clases son variables:  
- En el nivel inicial:

Salas de 3, 4 y 5 años
Jornada escolar simple. 
Servicio optativo de prehora: 7:50 a 8:30.
Turno mañana: 8:30 a 12:00.
Turno tarde: 13:15 a 16:45.
Talleres optativos para salas de 4 años.
8.30 a 12.00 (jornada obligatoria) y 13.30 a 16.15 (talleres tres veces por semana)
Jornada doble optativa para salas de 5 años. Horario discontinuo.
8:30 a 12:00 (jornada obligatoria) y 13:30 a 16:20 (talleres).
- En el nivel primario:

1° a 6° grado
Jornada escolar completa.
Turno discontinuo: 7:55 a 12:10 y 14:05 a 16:30.
Actividades extraprogramáticas: 16:30 a 18:30.
7° grado turno discontinuo: 7:40 a 12:25 y 13:50 a 16:05.
- En el nivel secundario:

1º y 2º año:
Jornada escolar completa.
Turno discontinuo: 7:45 a 12:25 y de 13:55 a 16:05/16:45.
3º a 5º año 
Jornada escolar simple
7:45 a 13:50.

## Ideario
El ideario del colegio San Agustín se fundamenta en los sistemas educativos que la Orden de San Agustín viene impartiendo desde su fundación en el siglo XIII y que conserva y aplica en armonía para satisfacer adecuadamente los requerimientos del hombre y la sociedad del siglo XXI.
Los frailes agustinos basan la educación en la formación integral de sus alumnos en sus diversas dimensiones: personal, académica, social y religiosa atendiendo a la cosmovisión católica de la vida y en concordancia con los derechos y libertades fundamentales recogidas en la Constitución Argentina, la Ley de Educación Nacional y demás legislación vigente.
Las principales características de esta educación agustina son: 
- Un aprendizaje progresivo que conduce al conocimiento profundo y siempre creciente de toda la realidad, especialmente del hombre y de Dios.

- Una sincera y noble apertura a todos los hombres, para construir una sociedad más justa, fraterna y solidaria.